# エスタディオ・グラン・カナリア
エスタディオ・グラン・カナリア（Estadio Gran Canaria）は、スペイン・カナリア諸島州ラス・パルマス・デ・グラン・カナリアにある多目的スタジアム。現在は主にUDラス・パルマスがサッカースタジアムとして使用している。

## 歴史
エスタディオ・インスラールに代わるUDラス・パルマスの新ホームスタジアムとして、2003年5月8日、ラス・パルマス対RSCアンデルレヒトの試合でこけら落としとなった。開場当時はピッチを取り囲むように陸上トラックが設置されていたが、2015-16シーズンからサッカー専用スタジアムへと変えるべく改修工事が行われ、収容人数が現在の32,392人まで増加した。

## 開催された主な試合
- 国際Aマッチ

| 日付           | ホームチーム | 結果 | アウェーチーム           | ラウンド           |
| -------------- | ------------ | ---- | ------------------------ | ------------------ |
| 2004年8月18日  | スペイン     | 3-2  | ベネズエラ               | 親善試合           |
| 2007年11月21日 | スペイン     | 1-0  | 北アイルランド           | UEFA EURO 2008予選 |
| 2018年11月18日 | スペイン     | 1-0  | ボスニア・ヘルツェゴビナ | 親善試合           |

## ギャラリー

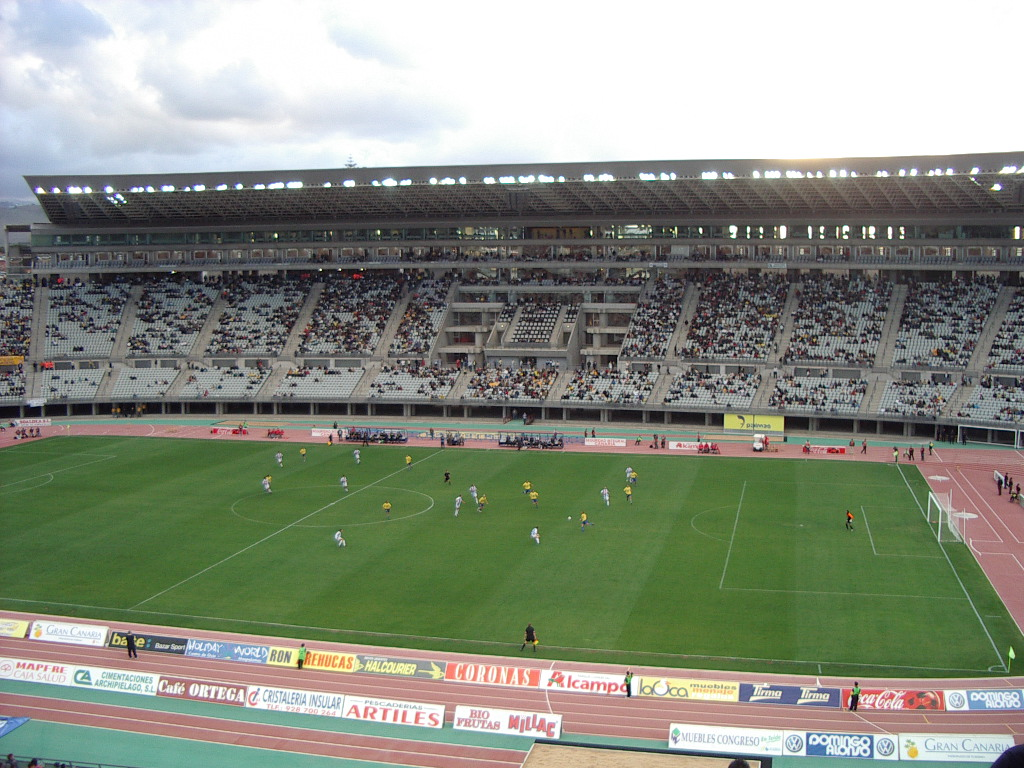
2004年の内観
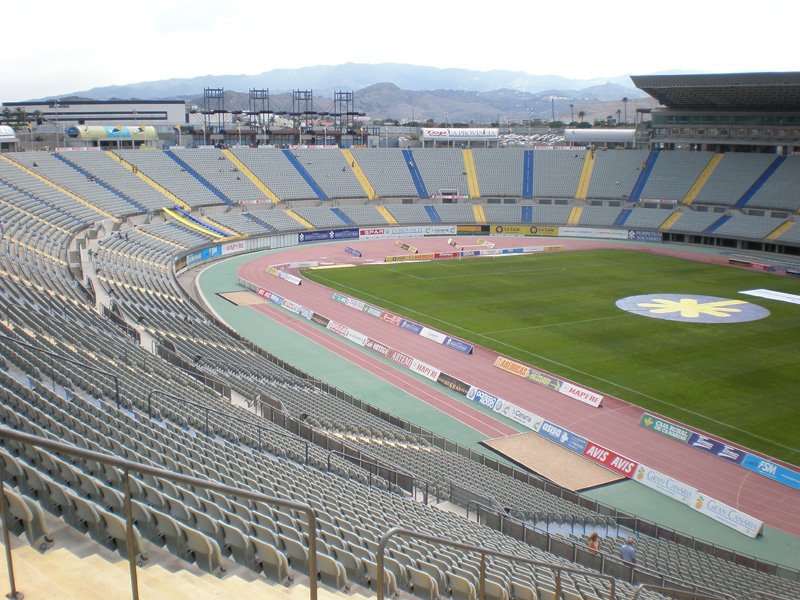
2008年の内観
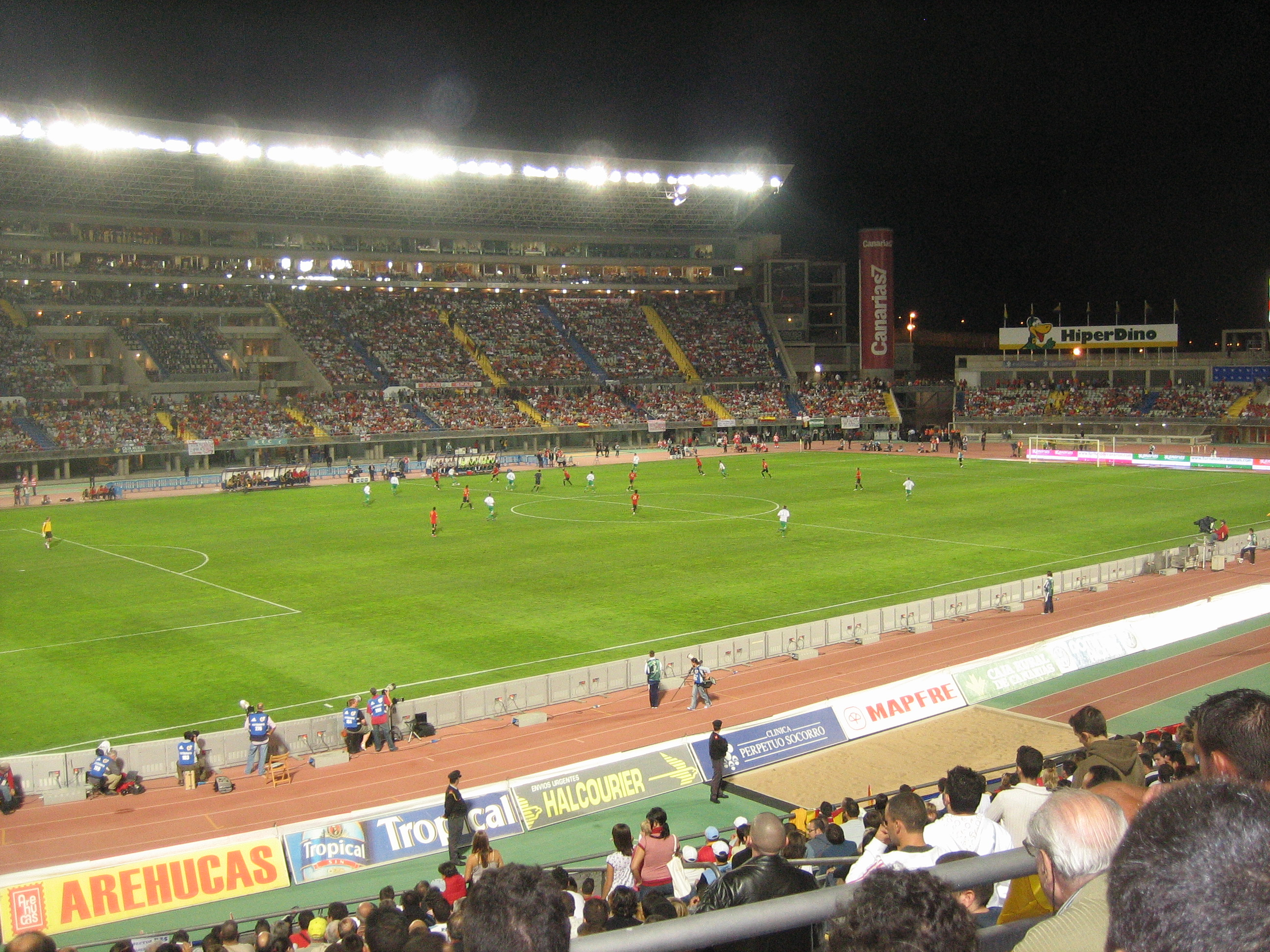
夜の内観 (2007年)